# خوان لوئیس ریادو
خوان لوئیس ریادو (انگلیسی: Juan Luis Riado؛ زادهٔ ۲۴ ژوئیهٔ ۱۹۵۶) بازیکن فوتبال اهل اسپانیا است.
از باشگاه‌هایی که در آن بازی کرده‌است می‌توان به باشگاه ورزشی رئال مایورکا اشاره کرد.